# Lilla helgonet (film, 1963)
Lilla helgonet (danska: Frøken Nitouche)  är en dansk komedifilm från 1963 i regi av Annelise Reenberg. Filmen är baserad på operetten Lilla helgonet. I huvudrollerna ses Lone Hertz och Dirch Passer.

## Rollista i urval
- Lone Hertz - frk. Nitouche / Charlotte Borg
- Dirch Passer - Floridor / Celestin
- Ebbe Langberg - löjtnant Parsberg
- Hans Kurt - ryttmästare Alfred Schmuck
- Else Marie Hansen - den fromma modern
- Malene Schwartz - Corinna
- Paul Hagen - Rasmus, ryttmästarens betjänt
- Ove Sprogøe - Ferdinand Piper
- Tove Wisborg - skådespelare
- Beatrice Palner - skådespelare
- Lili Heglund - priorinnans högra hand
- Hugo Herrestrup - löjtnant vid 27:e husarregementet
- Katy Bødtger - frk. Nitouche / Charlotte Borg (sångröst)